# Chenistonia trevallynia
Chenistonia trevallynia là một loài nhện trong họ Nemesiidae.
Chenistonia trevallynia được miêu tả năm 1926 bởi Hickman.